# (3956) Caspar
(3956) Caspar est un astéroïde de la ceinture principale.

## Description
(3956) Caspar est un astéroïde de la ceinture principale. Il fut découvert le 3 novembre 1988 à Brorfelde par Poul Jensen. Il présente une orbite caractérisée par un demi-grand axe de 2,24 UA, une excentricité de 0,18 et une inclinaison de 4,8° par rapport à l'écliptique.

## Compléments